# Slow Start (manga)
https://en.wikipedia.org/wiki/Yu_Tokui
Slow Start (スロウスタート Surou Sutāto?) es un manga yonkoma escrito e ilustrado por Yuiko Tokumi, serializado en la revista Manga Time Kirara desde julio de 2013. Ha sido recopilado por Hōbunsha en siete volúmenes tankōbon. Una adaptación al anime producida por CloverWorks fue emitida en Japón entre el 7 de enero y el 25 de marzo de 2018.

## Sinopsis
Después de un caso desafortunado de paperas, la estudiante de secundaria Hana Ichinose termina perdiendo todos sus exámenes de ingreso a preparatoria. Incapaz de quedarse en su ciudad natal, se muda al edificio de apartamentos de su prima y pasa un año sabático, antes de finalmente asistir a la escuela secundaria un año más tarde de lo planeado. La serie sigue a Hana mientras pasa tiempo con sus nuevas amigas, Eiko, Kamuri y Tamate, sin dejar de ver que es un año mayor que ellas.

## Personajes
Hana Ichinose (一之瀬 花名 Ichinose Hana?)
 Seiyū: Reina Kondō
Hana es una chica tímida y modesta que es buena para estudiar, aunque no es atlética. Después de contraer paperas y perderse sus exámenes de ingreso a la escuela secundaria, se vio obligada a tomar un año sabático y se mudó al edificio de apartamentos de su prima antes de asistir a la academia Hoshio como primer año. Como resultado, ella es muy consciente de su situación actual y de que no tiene a ninguno de sus viejas amigas, por lo tanto está muy contenta de construir una amistad inmediata con Eiko, Kamuri y Tamate.
Eiko Tokura (十倉 栄依子 Tokura Eiko?)
 Seiyū: Tomomi Mineuchi
Eiko es una chica alta, gentil y sensata con un carisma natural que la ha hecho muy popular entre sus compañeros sin ningún esfuerzo. A ella le gusta hacer accesorios, y está enamorada de su maestra Kiyose Enami.
Kamuri Sengoku (千石 冠 Sengoku Kamuri?)
 Seiyū: Maria Naganawa
Kamuri es una niña infantil cuyo desarrollo físico está muy por detrás de su edad real. Ella es amiga de Eiko desde la escuela primaria, a quien adora, y se vuelve tímida con los demás cuando Eiko está ausente. Cada vez que se la aborda con un tema delicado, de alguna manera se las arregla para mover su cinta de pelo como expresión de sus sentimientos. Sus principales pasatiempos son comer y dormir (el último de los cuales es quizás la razón principal de su desarrollo tardío), aunque es una corredora extremadamente rápida en los deportes. Su nombre se deriva de kanmuriwashi.
Tamate Momochi (百地 たまて Momochi Tamate?)
 Seiyū: Ayasa Itō
Tamate es una chica burbujeante y alegre de la clase de Hana a la que le gusta ser amiga de todos a los que conoce. Es notable por su incisivo sobresaliente en la mandíbula superior, y prefiere que la llamen «Tama» porque no le gusta la asociación de su nombre completo con la palabra tamatebako. Ella vive con sus dos abuelas y le gusta cocinar.
Kiyose Enami (榎並 清瀬 Enami Kiyose?)
 Seiyū: Manami Numakura
La maestra de Hana, que parece letárgica todo el tiempo y no está interesada en realizar su trabajo. Es por estos rasgos que se convierte en un objeto de interés para Eiko.
Shion Kyōzuka (京塚 志温 Kyōzuka Shion?)
Seiyū: M.A.O.
La prima de Hana y casera de una pensión, donde Hana reside durante el período de su escuela secundaria. Ella es bonita y extremadamente bien dotada, pero se comporta más como una adolescente que como una mujer adulta. Su pasatiempo favorito es interesarse por la vida privada de Hana.
Hiroe Hannen (万年 大会 Hannen Hiroe?)
 Seiyū: Maaya Uchida
Una residente del edificio de apartamentos donde viven Hana y Shion. Después de que una experiencia no diferente a la de Hana la llevó a faltar a sus exámenes universitarios, la culpa de mentirle a sus compañeras la hizo quedarse encerrada. Pronto comienza a tener más confianza después de conocer a Hana y es una de las pocas personas que conoce su situación.
Miki Tokura (十倉 光希 Tokura Miki?)
 Seiyū: Tomori Kusunoki
La hermana menor de Eiko, que es un año menor que ella. Ella apoya a su hermana mayor y hace su sopa todos los días. Su parecido con Eiko es lo que llevó a Kamuri a elegir ir a la academia privada Hoshio.
Hazuki Ichinose (一之瀬 葉月 Ichinose Hazuki?)
 Seiyū: Yōko Hikasa
La madre de Hana.
Takeru Ichinose (一之瀬 健 Ichinose Takeru?)
 Seiyū: Rikiya Koyama
El padre de Hana.
Tsuzuru Chōno (兆野 綴 Chōno Tsuzuru?)
Una estudiante de segundo año y la vicepresidenta del consejo estudiantil. A menudo se esfuerza por ser confiable para Hana, sin darse cuenta de que tienen la misma edad.
Tsukuru Mizuhata (溝端 創 Mizuhata Tsukuru?)
Una estudiante de tercer año y la presidenta del consejo estudiantil. Ella tiene una constitución débil como resultado de descuidar constantemente su salud y Tsuzuru a menudo la ayuda.

## Medios

### Manga
La serie de manga de Yuiko Tokumi comenzó la serialización en la revista Manga Time Kirara de Hōbunsha en 2013. Hasta febrero de 2019, la serie ha sido compilada en siete volúmenes tankōbon. Un cómic antológico fue lanzado el 27 de febrero de 2018.
| N.º | Fecha de lanzamiento  | ISBN               |
| --- | --------------------- | ------------------ |
| 1   | 27 de agosto de 2014  | ISBN 9784832244757 |
| 2   | 27 de agosto de 2015  | ISBN 9784832246072 |
| 3   | 27 de agosto de 2016  | ISBN 9784832247352 |
| 4   | 27 de junio de 2017   | ISBN 9784832248489 |
| 5   | 27 de enero de 2018   | ISBN 9784832249110 |
| 5.5 | 27 de febrero de 2018 | ISBN 9784832249110 |
| 6   | 27 de febrero de 2019 | ISBN 9784832270695 |
| 7   | 27 de febrero de 2020 | ISBN 9784832271661 |
| 8   | 27 de octubre de 2020 | ISBN 9784832272194 |

### Anime
Una adaptación a serie anime de 12 episodios, dirigida por Hiroyuki Hashimoto y producida por CloverWorks, fue emitida en Japón entre el 7 de enero y el 25 de marzo de 2018. Mio Inoue supervisó los guiones de la serie y Masato Yasuno diseñó los personajes. El tema de apertura es ne! ne! ne! de STARTails☆ (Reina Kondō, Tomomi Mineuchi, Maria Naganawa y Ayasa Itō) y el tema cierre es Kaze no Koe wo Kikinagara (風の声を聴きながら?) de Sangatsu no Phantasia. Aniplex of America licenció el anime para Norteamérica y fue transmitido en streaming por Crunchyroll.

#### Lista de episodios
| Episodios | Episodios                                                                                    | Episodios             | Episodios |
| Número    | Título                                                                                       | Fecha de estreno      |           |
| --------- | -------------------------------------------------------------------------------------------- | --------------------- | --------- |
| 1         | «Paso 1: Los nervios de los inicios» «Hajimari no Dokidoki» ( はじまりのどきどき)            | 7 de enero de 2018    |           |
| 2         | «Paso 2: El deporte deja sin aliento» «Undō no Haa haa» ( うんどうのはぁはぁ)                | 14 de enero de 2018   |           |
| 3         | «Paso 3:Caen las lágrimas» «Namida no Poroporo» ( なみだのぽろぽろ)                          | 21 de enero de 2018   |           |
| 4         | «Paso 4: El torneo premium del segundo piso» «Ni-kai no Puremia Taikai» ( 2階のプレミア大会) | 28 de enero de 2018   |           |
| 5         | «Paso 5: El encariñamiento de Kamuri» «Kamuri no Fuwafuwa» ( かむりのふわふわ)               | 4 de febrero de 2018  |           |
| 6         | «Paso 6: Anguilas jugosas» «Unagi no Nurunuru» ( うなぎのぬるぬる)                           | 11 de febrero de 2018 |           |
| 7         | «Paso 7: Muñecas elásticas» «Guruguru no Tekubi» ( ぐるぐるのてくび)                         | 18 de febrero de 2018 |           |
| 8         | «Paso 8: Las amigas de Hana» «Hana no Tomodachi» ( はなのともだち)                           | 25 de febrero de 2018 |           |
| 9         | «Paso 9: Gorilas en traje de baño» «Gorira no Mizugi» ( ゴリラのみずぎ)                      | 4 de marzo de 2018    |           |
| 10        | «Paso 10: La prima tiburón» «Same no Itoko» ( サメのいとこ)                                  | 11 de marzo de 2018   |           |
| 11        | «Paso 11: Festival de tomates» «Tomato no Matsuri» ( トマトのまつり)                         | 18 de marzo de 2018   |           |
| 12        | «Paso 12: Slow Start» «Surō no Sutāto» ( スロウのスタート)                                   | 25 de marzo de 2018   |           |